# Castellnou de Montsec
Castellnou de Montsec és un poble del terme municipal de Sant Esteve de la Sarga, del Pallars Jussà. Juntament amb la Clua i la Torre d'Amargós formen una unitat territorial dins del seu municipi diferent de l'anomenada la Faixa. Aquestes tres pobles són a la vall del barranc de la Clua, als vessants occidentals de la Serra del Montsec.

## Geografia

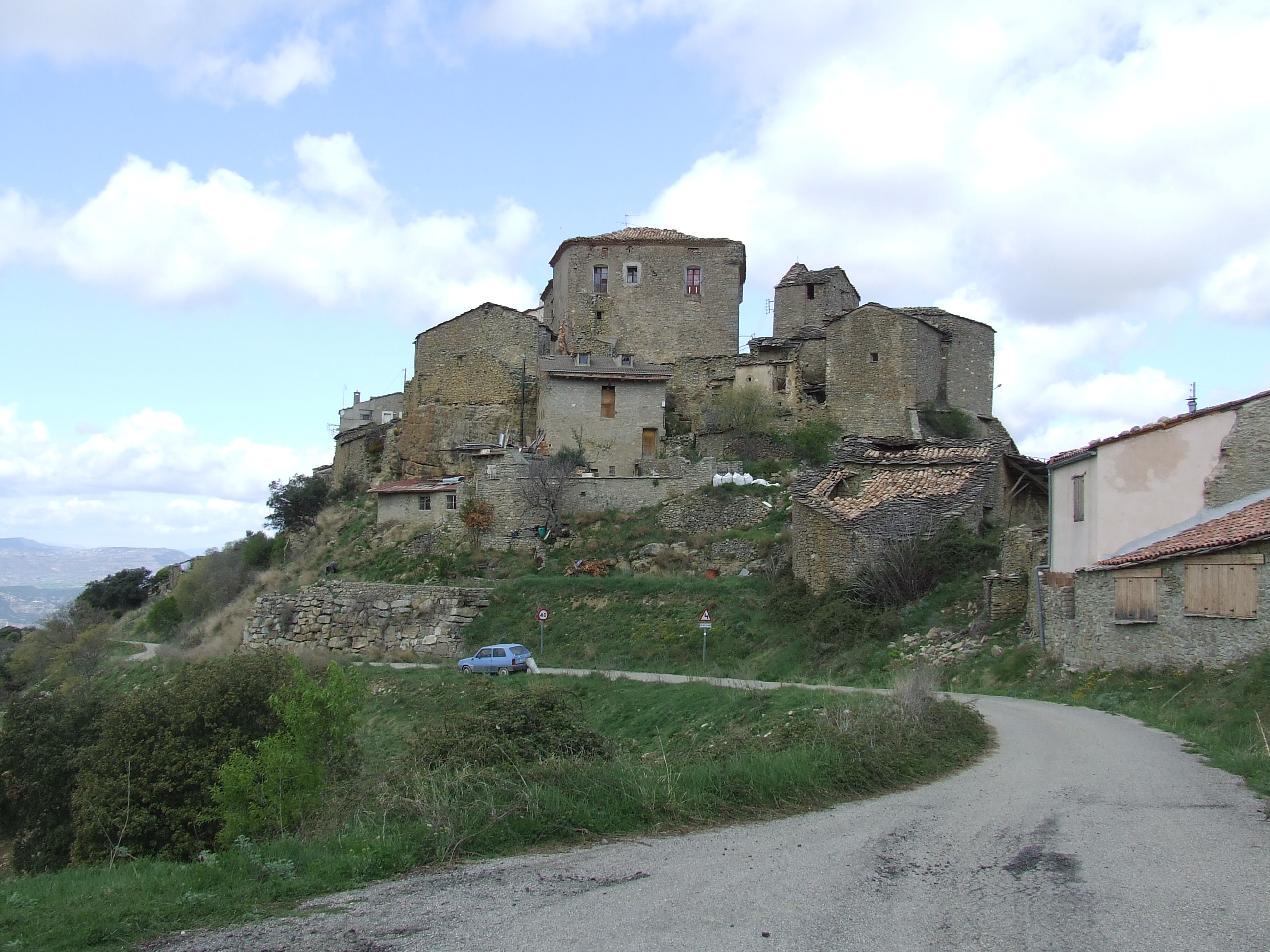
Situació preeminent del castell-palau dalt del poble

Tot i que pertany administrativament al Pallars Jussà, des del punt de vista geogràfic és un poble ribagorçà, tot i que al llarg de la història s'ha decantat clarament cap al Pallars, per proximitat (està situat, de fet, a la frontera de les dues comarques) i domini territorial (la major part de les terres de la baronia de Castellnou de Montsec eren pallareses).
L'accés al poble es fa per dues pistes rurals asfaltades (una d'elles té un tram de 3 quilòmetres, entre la Clua i la Torre d'Amargós sense asfaltar, amb molt mal estat per transitar. Una d'elles uneix Castellnou de Montsec amb el cap del municipi, Sant Esteve de la Sarga per la Collada de Vilabella, recorregut que fa en uns 4 quilòmetres; l'altra, l'uneix amb els esmentats pobles de la Torre d'Amargós (3,5 km.) i la Clua (6,5) i la pista rural que va de Sant Esteve de la Sarga al Pont de Montanyana per Alsamora per la riba esquerra de la Noguera Ribagorçana. De Castellnou de Montsec al trencall d'aquesta pista hi ha, finalment, 9,5 quilòmetres. Diverses pistes asfaltades, a més, uneixen el poble amb les principals masies de l'entorn, com Casa Colomina i Casa Venturer.
Fou seu de la baronia de Castellnou de Montsec, de la família de la qual sorgí Gaspar de Portolà, el conqueridor de Califòrnia. La casa pairal dels barons de Castellnou de Montsec encara subsisteix al poble, tot i que roman abandonada des de fa molts anys. Vers 1900 encara consta el poble com a senyoriu de N. Portolà.
El 1812, a conseqüència del desplegament dels preceptes de la Constitució de Cadis, Castellnou de Montsec constituí el seu ajuntament, amb el nom oficial de Castellnou de Monsech. El febrer del 1847 foren suprimits els ajuntaments que tenien menys de 30 veïns (caps de família), i Castellnou de Montsec fou unit a Alsamora, que el 1920 canviava de nom i capitalitat municipal, passant així a l'actual de Sant Esteve de la Sarga.
A 1.027 m d'altitud, es troba vora el serrat de Castellnou (1 074 m), sota el qual neix el barranc de la Clua. L'església parroquial és dedicada a sant Esteve protomàrtir, i és sufragània de la de Sant Esteve de la Sarga.

## Les masies
- Masia del Castell
- Casa Colomina
- Casa Jovellar
- Casa Mariagnet
- Casa Raval

## Elpoble clos

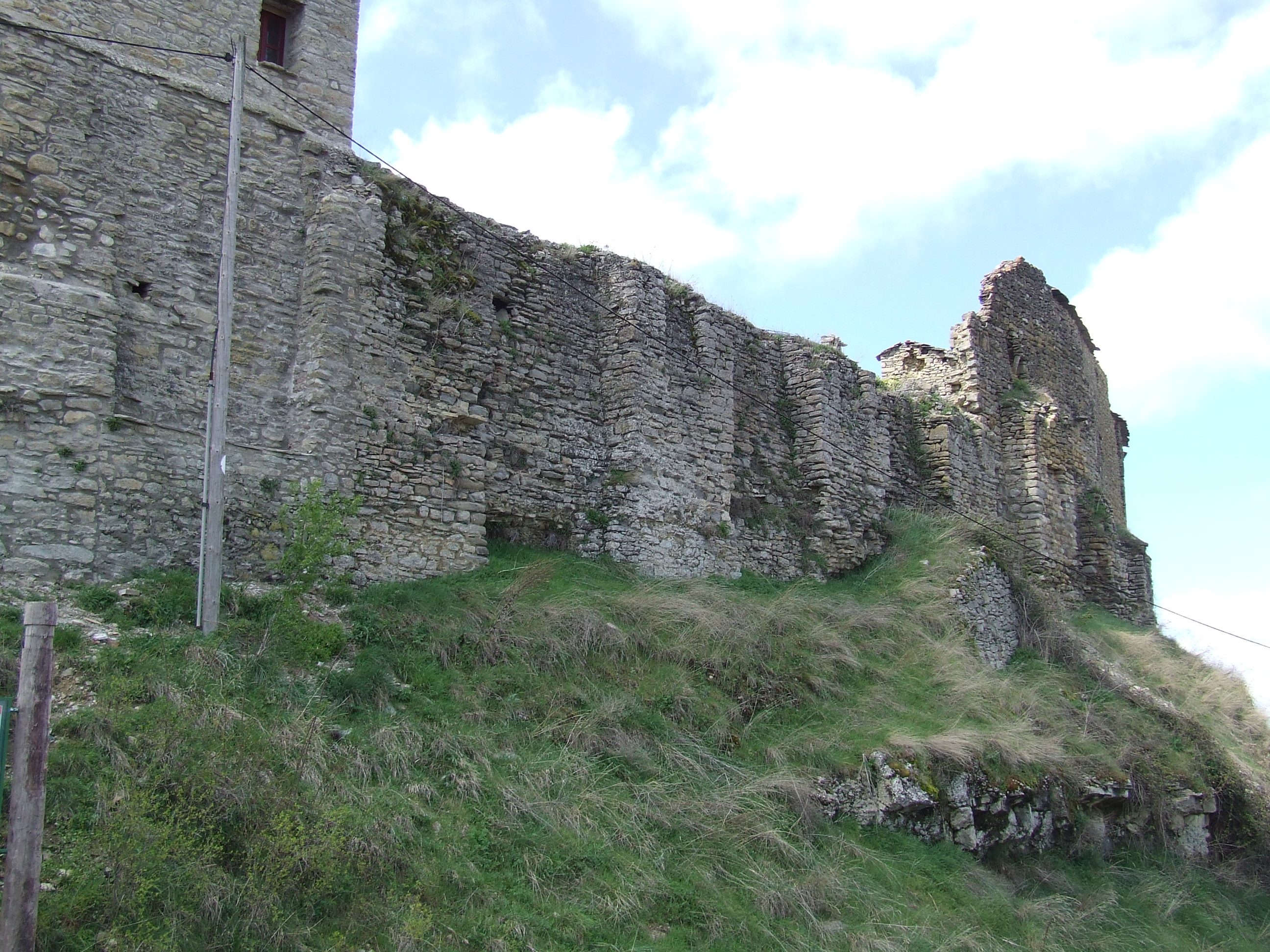
El tros de les muralles més ben conservat

La seva morfologia, clarament apreciable in situ, és de poble clos, amb el castell-palau en el lloc més elevat, i constituïa un dels emplaçaments fortificats de referència en el domini del pas per la Noguera Ribagorçana i, de retruc, per tot el sector occidental del Pallars Jussà. A la part de ponent del poble encara hi ha restes de les muralles, que reaprofitaren les cases, en bona part. Un únic carrer de 2,2 m. d'ample vertebra el poble, i a banda i banda s'organitza el nucli, que assoleix els 15 metres d'amplada, mentre que la llargària total és d'uns 130 m.
El traçat de les muralles no era del tot rectilini: hi ha 11 llocs en què fa uns cossos sortints, a manera de bestorres, en alguns casos proveïts de matacans, les restes dels quals es veu a la part alta, en forma d'uns encaixos que sobresurten cap enfora. En una bona part del seu traçat, a més, aprofita l'alçada de la roca natural, que formava en el lloc una petita cinglera.
L'aparell de l'obra i el gruix dels murs (130 cm.) permeten datar aquest conjunt acastellat al segle xii.
| Façana nord | Porta, a la façana de ponent |
| Façana nord | Porta, a la façana de ponent |

## Història

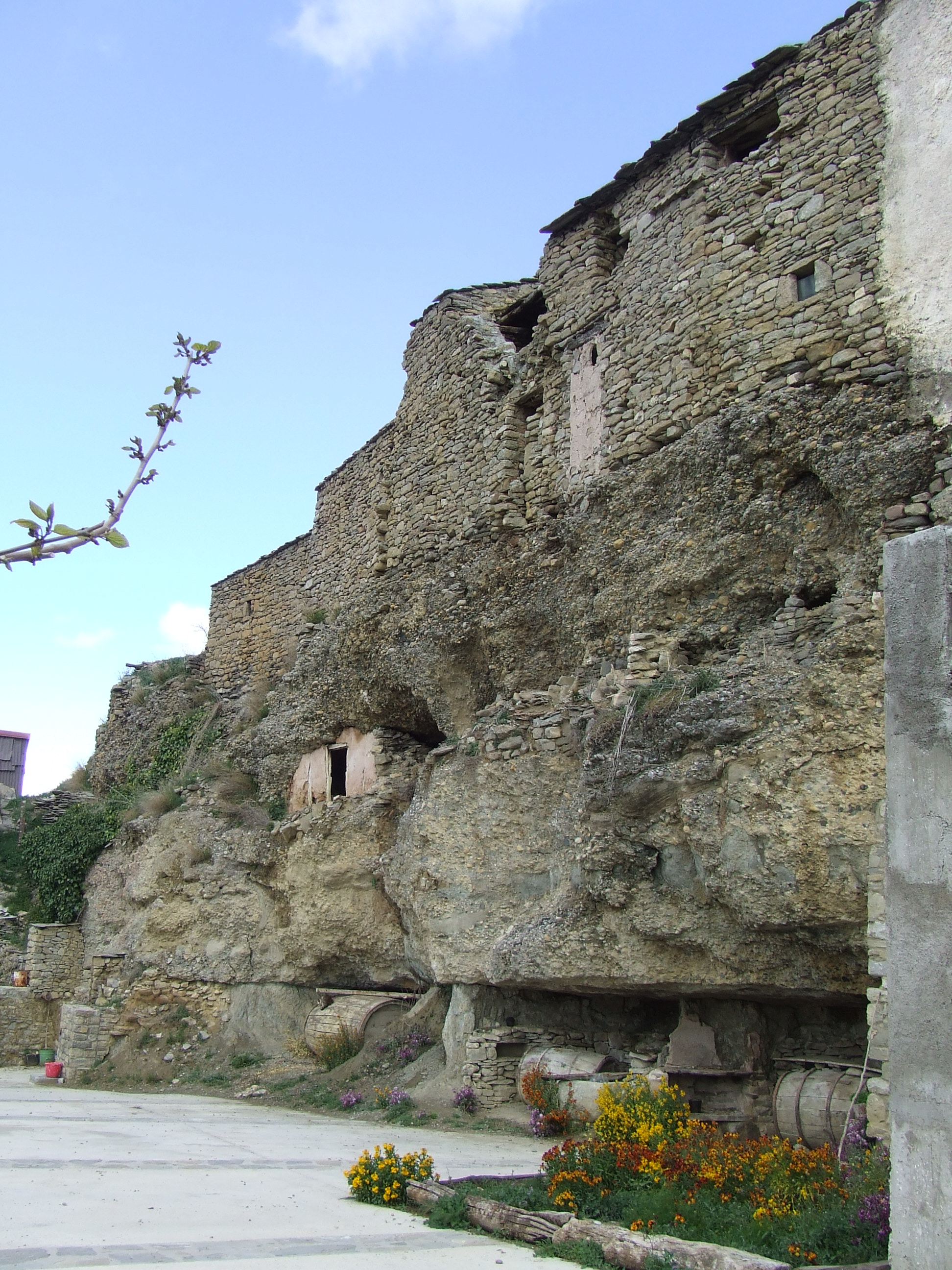
Costat sud del clos del poble, amb la cinglera aprofitada, per sota, per a celler

Castellnou de Montsec està estratègicament situat per tal de controlar les entrades al Pallars Jussà des del sud. A molt poca distància del castell discorria el camí ral que, remuntant el Montsec, duia a Àger pel Coll d'Ares, des de la Fabregada. A més, comunicava fàcilment amb el castell de Girbeta, a ponent, i amb el de Mur a llevant.
Entre el 1098 i el 1113 els comtes de Pallars Jussà hi instituïren com a castlà Bertran Ató de Montanyana. Pertangué després al paborde de Mur, amb el consentiment del qual el 1306 Arcard de Mur prengué la fortificació de Castellnou. El 1428, a causa d'un judici contra uns que havien falsificat moneda a Castellnou, consta que era despoblat des de feia 10 anys.
El 1380 hi consten 4 focs (uns 20 habitants); el 1718, 52 habitants; vers 1900, tenia 52 edificis, amb 130 habitants; el 1970, 29; el 1980, 31, i el 2006, 13.
La segona de les llegendes que tenen com a protagonistes Alsamora i Moror afecta també Castellnou de Montsec, però en forma de seqüela: uns fets i uns personatges misteriosos envoltaven el castell de Castellnou, ja que hom hi veia entrar i sortir uns geperuts silenciosos, envoltats de misteri, que ningú sabia d'on venien, què hi feia i on anaven. Era una època en què Castellnou de Montsec estava del tot abandonat. Hom va relacionar el fet amb les ànimes del moro de Moror i la mora d'Alsamora, i la brama va fer de Castellnou un indret fantasmagòric.
Un jove dels voltants gosà entrar-hi un dia, i en sortí amb una bossa plena de monedes. Un cop notificat el fet a la justícia de l'època, aquesta intervingué i descobrí una ceca (fàbrica de monedes) que hi feia moneda falsa. El gep dels personatges que en sortien no era més que una manera d'amagar el transport de les bosses amb la moneda que s'hi fabricava. Corria l'any 1428, i els fets estan perfectament documentats, si bé el llegendari popular hi ha construït tota una història al voltant.

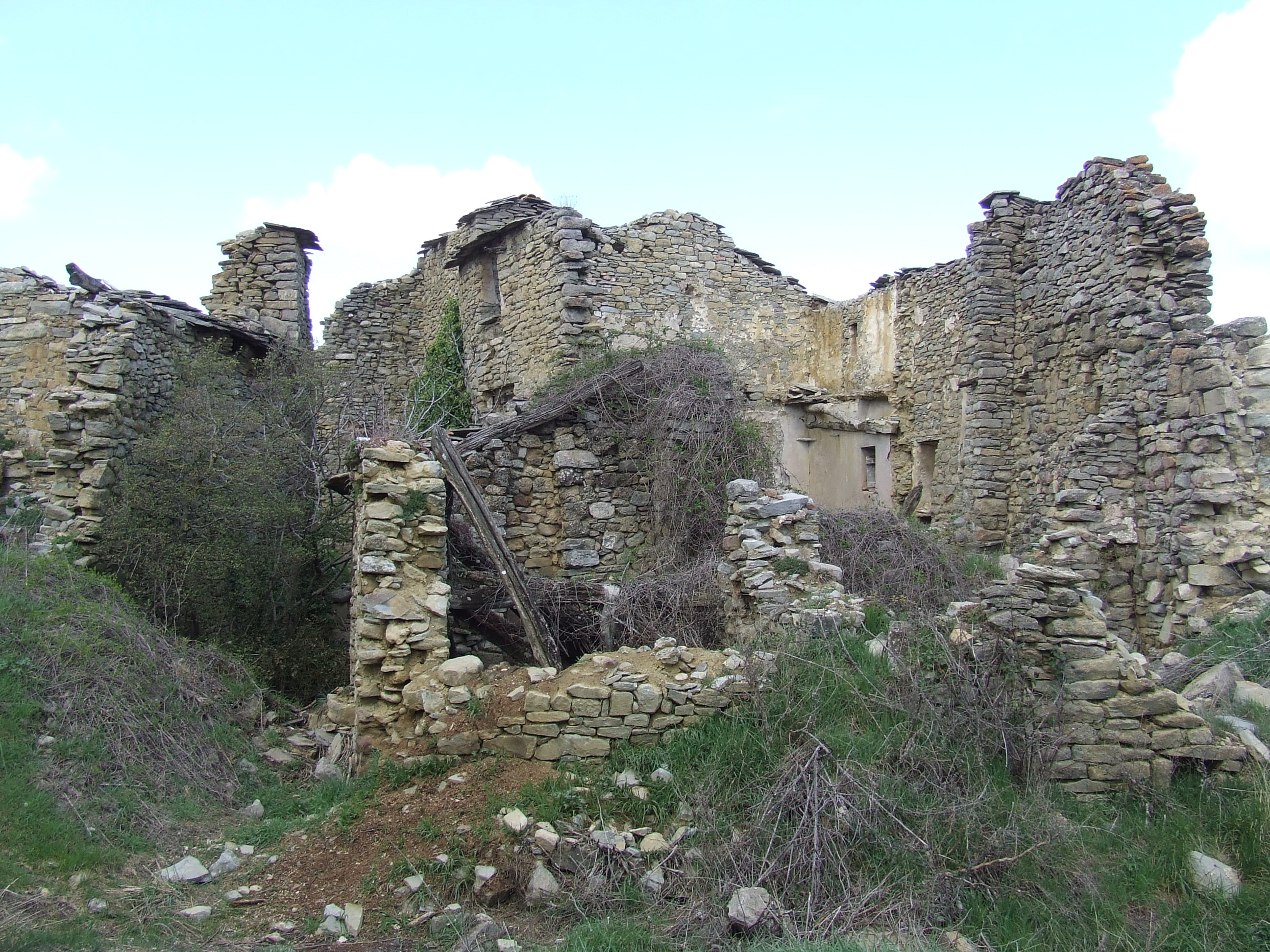
Estat actual d'una part important del poble vell

Castellnou de Montsec té article propi en el Diccionario geográfico... de Pascual Madoz. S'hi explica que el poble és en el cim d'una muntanya molt elevada, i que el combaten tots els vents. El clima, encara que fred, hi és saludable. Té 22 cases reunides, d'un sol pis, i 2 més una mica separades. Estan situades en carrers plans, però bruts i sense empedrar. El terreny del terme, muntanyós, té rompudes que permeten llaurar alguns camps. Aquestes artigades s'han de fer freqüentment canviant de lloc, atès que la terra és àrida i pedregosa. No hi ha boscos, però sí algunes zones amb alguns roure i alzines, i arbres fruiters en terres de conreu. Hi havia ramats importants, perquè hi ha molta pastura, però van quedar destruïts a la darrera guerra civil (per a Madoz: la Segona Guerra Carlina, cosa que comportà la misèria per als habitants de Castellnou. S'hi cull blat, sègol, ordi, poc vi, dolent, i patates. De vegades, si plou prou, s'hi cullen mongetes. Tanmateix, la guerra esmentada, continua Madoz, que participà en aquella guerra amb l'exèrcit liberal o isabelí, ha fet que part dels camps s'abandonessin. Sempre segons el mateix autor, quedaven tan sols alguns ramats petits, i el bestiar just per als treballs del camp. En total, eren 11 veïns (caps de família) i 66 ànimes (habitants).

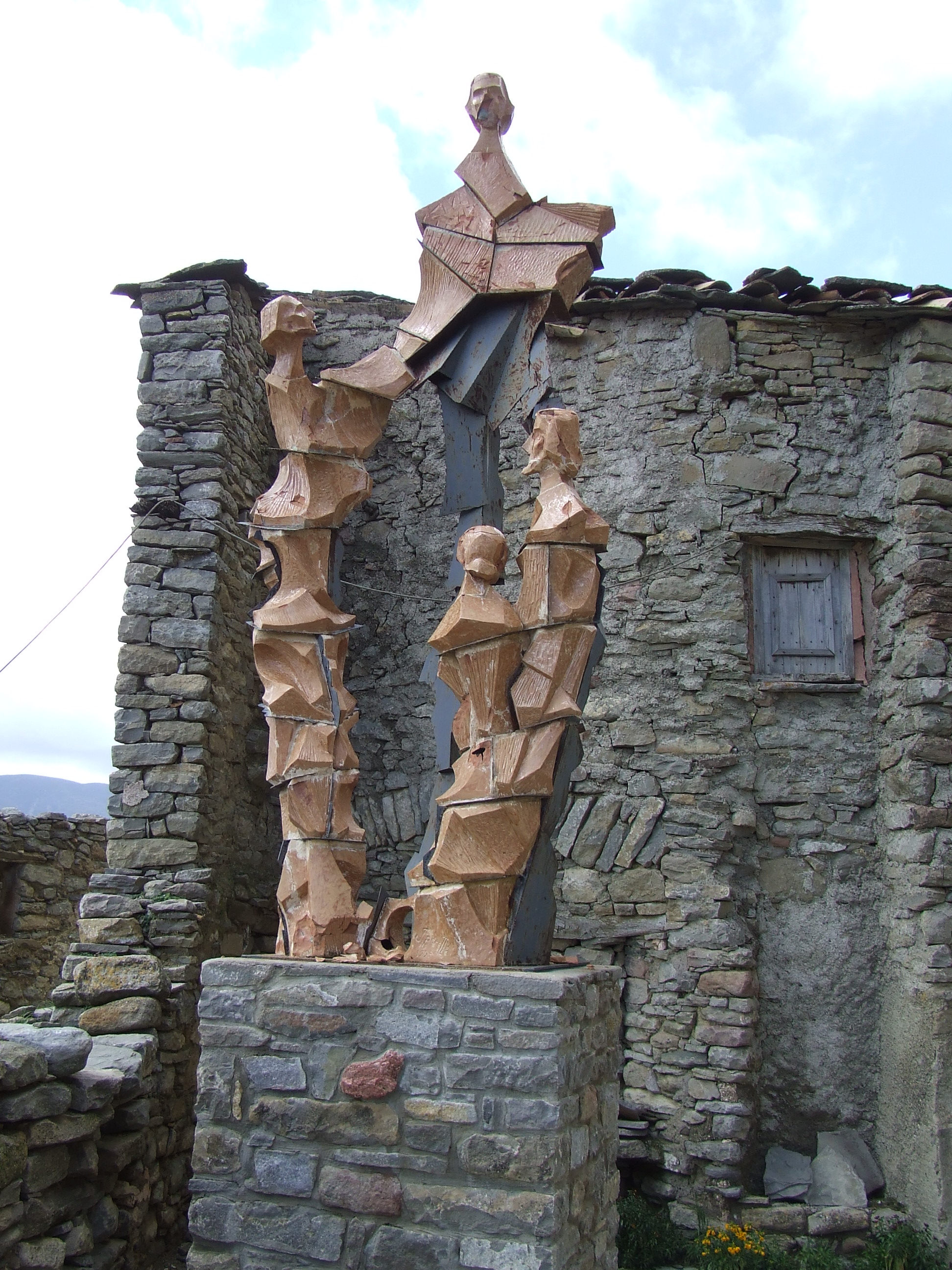
Monument a Gaspar de Portolà

## Festes i tradicions
El tercer diumenge d'agost se celebra la Festa Major, i és l'únic dia a l'any que es fa missa a l'església del poble. El mateix dia es procedeix a la benedicció del terme i al cant dels goigs de la Mare de Déu del Roser.